# If Lucy Fell
If Lucy Fell (Brasil: Lado a Lado com o Amor ) é um filme estadunidense de comédia romântica de 1996 escrito e dirigido por Eric Schaeffer, que também co-estrelou o filme ao lado de Sarah Jessica Parker, Ben Stiller e Elle Macpherson. Foi lançado em DVD em 30 de janeiro de 2001. 

## Sinopse
Joe MacGonaughgill (Eric Schaeffer) e Lucy Ackerman (Sarah Jessica Parker) são colegas de quarto e melhores amigos que vivem em um pequeno apartamento em Manhattan. Lucy está fazendo trinta anos e sua vida amorosa é embaraçosamente monótona. Joe, por outro lado, está apaixonado por sua atraente vizinha Jane (Elle Macpherson). Lucy então decide fazer um pacto de morte com Joe como eles fizeram na faculdade. Se os dois não encontrarem o amor verdadeiro quando Lucy fizer trinta anos, os dois pularão da ponte do Brooklyn.
Jane chega a uma mostra de arte de Joe, onde Joe finalmente reúne coragem para convidá-la para sair, enquanto Lucy começa a namorar Bwick Elias (Ben Stiller), um artista esquisito que pinta com suas próprias partes do corpo. Joe logo percebe que Jane não é quem ele pensava que ela deveria ser. Bwick também acaba sendo "nenhum Joe" para Lucy. É nesse ponto que Joe e Lucy percebem que são perfeitos um para o outro.

## Elenco
- Sarah Jessica Parker como Lucy Ackerman
- Eric Schaeffer como Joe MacGonauhgill
- Elle Macpherson como Jane Lindquist
- Ben Stiller como Bwick Elias
- James Rebhorn como Simon Ackerman
- Robert John Burke como homem bonito
- David Thornton como Ted
- Bill Sage como Dick
- Dominic Chianese como Al
- Scarlett Johansson como Emily

## Recepção
If Lucy Fell recebeu principalmente críticas negativas dos críticos, mantendo uma classificação de 18% no Rotten Tomatoes com base em 28 avaliações.